# 中国人民解放军驻吉布提保障基地
中国人民解放军驻吉布提保障基地（法語：La base de soutien de l'APL chinoise à Djibouti），位于吉布提的吉布提市，是中国人民解放军的驻外保障基地。
機構隶属中国人民解放军海军，是中国人民解放军海軍第一個也是目前唯二的海外军事基地之一，華爾街日報評價該基地時，觀察到中國的思路與以往美方海外駐軍有本質上的差異；與美国直接在當地大型基地駐軍不同，中方認為海外軍事基地是帝国主义的表現，因此選擇了以港口與機場為主的邊境，設置「保障支持據點」，作為影響力延伸的新模式。

## 沿革
2008年，中国海军护航编队开始在亚丁湾巡逻护航，此后其一直在吉布提港进行补给和休整。2015年3月底至4月初，因也门内战引发中国撤侨行动，吉布提在该行动中发挥了战略中转作用。
2015年5月9日，法新社报道称，吉布提总统盖莱表示欢迎中国在吉布提建设基地。
2015年，经中国政府与吉布提政府协商，决定中国人民解放军在吉布提共和国首都吉布提市建设保障基地并派驻必要的军事人员。主要为中国人民解放军在非洲及西亚方向参与护航、维和、人道主义救援等任务提供保障，并且便于更好地执行军事合作、联演联训、应急救援、撤侨护侨等任务，同有关方面一道维护国际战略通道安全。
2015年12月31日，中华人民共和国国防部召开例行记者会，国防部新闻事务局局长、新闻发言人杨宇军称，中国和吉布提经协商，就中方在吉布提建设保障设施事宜达成一致，该设施将主要用于中国人民解放军执行亚丁湾和索马里海域护航、人道主义救援等任务的休整补给保障。
中国人民解放军驻吉布提保障基地是中国人民解放军首个海外基地，属于港口型综合保障基地，主要面向陆军、海军部队补给，为海军亚丁湾护航编队、非洲维和人员提供后勤保障支持。基地联合先遣组由陆海军官兵组成。
2017年7月11日，在纪念郑和下西洋而设的中国航海日上，基地成立暨部队出征仪式在中国广东省湛江市某军港码头举行。中国人民解放军海军司令员沈金龙宣读驻吉布提保障基地组建命令并授军旗，中国人民解放军海军政治委员苗华致辞。随后中国人民解放军驻吉布提保障基地官兵搭乘中国人民解放军海军井冈山舰、东海岛船出发前往吉布提。
2017年8月1日（中国人民解放军建军纪念日），中国人民解放军驻吉布提保障基地部队进驻营区仪式在基地营区举行，标志着基地正式投入使用。中国人民解放军海军副司令员田中，中国驻吉布提大使符华强，吉布提国防部部长巴赫敦、总参谋长扎卡里亚，有关国家驻吉布提使节、驻吉布提部队代表，以及中国人民解放军海军第26批护航编队官兵代表等300多人参加了仪式。
驻吉布提保障基地官兵到达驻地后，除了日常开展各类训练外，还在荒漠上种出了西瓜等各类蔬菜水果，丰富了当地驻军的饮食。

## 設施
基地面積約為0.5平方公里（約50公頃），可駐紮官兵約400名。
此基地由四重圍牆及防線包圍（當中由內至外的第三重為鐵絲網），並設有兩個出入口，分別在北、東兩側。
基地內除了設有生活設施（11座營房與1座綜合大樓）及必要的辦公設施外，亦設有一條主要供直昇機使用的400米長09/27跑道，以及解放軍在海外的首個軍用醫院。而在西側位置則特意預留空間，供日後加建情報收集及通訊設施之用。
另外，由2018年起，基地加建了一個長330米的碼頭，以供軍艦停靠補給之用。

## 历任领导
| 司令员 1. 梁阳 海军少将（2017年－） 1. 陈坤（？—？） 1. 李朝辉（2023年—） | 政治委员 1. 刘丰（？—） |